# Projection test
Pour les articles homonymes, voir preview.

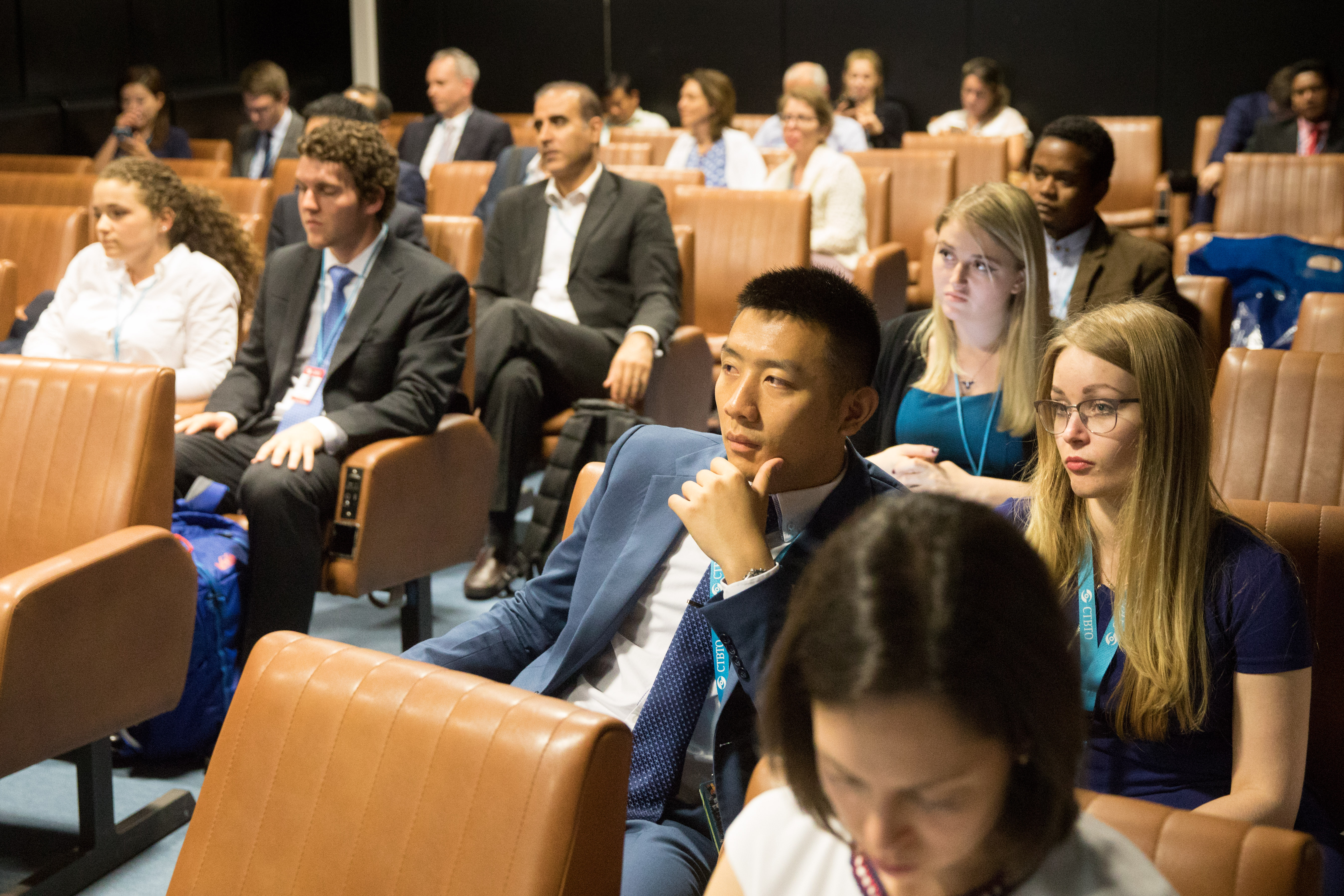
réaction du public d'une projection test

Une projection test (test screening ou preview en anglais) est une projection d'un film non fini à un public test pour recueillir leurs réactions. Le public peut être remplacé par des critiques ou des sélectionneurs de festivals. Une sneak preview est une projection surprise à un public non averti pour modifier les scènes (ou la fin du film) qui ne fonctionneraient pas. Dans ce cas, elles peuvent alors être retournées. Ces techniques sont utilisées par le marketing du cinéma pour tester un film sur le public soit pour identifier des points à améliorer, soit pour identifier le segment de public à cibler lors de la campagne publicitaire.

## En France
En France, les projections test sont organisées par des organismes ou sociétés comme Médiamétrie ou Do The Right Film. Stéphane Hochberg de Do The Right Films explique que sa société aide « les professionnels du cinéma à connaître leur public, l’écouter et à le comprendre ». Elle peut intervenir sur deux types de projections test : la « projection test montage » et la « projection test marketing ». La première est réalisée au tout début du processus de montage lorsqu'une première version d'un film est disponible. Les résultats du test sont ensuite communiqués à l’équipe du film qui va ensuite pouvoir valider certains choix ou au contraire procéder à des changements pour coller aux attentes du public. La projection test marketing arrive plus tard dans le processus créatif d'un film. Il n'est plus là question de modifier profondément le film, sauf incident majeur. La projection test marketing va être utile afin de définir le public ciblé par le film et ses éléments forts pour assurer ensuite la promotion.
Nicolas Thevenin, qui officie pour la société de distribution SND, explique que le coût peut être « autour de 15 à 20 000 euros par projection » en France.
La pratique est moins répandue qu'aux États-Unis. Elle est principalement utilisée pour des futures comédies populaires avec de grands enjeux financiers pour les producteurs. Dans ce cas, les projections test sont utiles pour voir les réactions du public.
Selon Médiamétrie, une projection test a quatre objectifs :
- connaître le potentiel de votre film
- déceler le cœur de cible de votre film et son meilleur positionnement
- connaitre les forces et les faiblesses de l’œuvre
- évaluer le montage actuel

## Aux États-Unis
La pratique est plus répandue et habituelle aux États-Unis. Elle aurait été utilisée pour la première fois par Harold Lloyd dans les années 1920,.
Le célèbre critique du Chicago Sun-Times Roger Ebert explique que les projections test servent aux cinéastes à valider une idée auprès d'un public. Il ajoute cependant que les dirigeants des studios utilisent souvent les résultats des tests pour imposer leur vision auprès du réalisateur, ce qui a parfois comme conséquence un film avec un « happy end stupide ». Roger Ebert cite par ailleurs le cas du réalisateur Billy Wilder qui a dû couper la première séquence de Boulevard du crépuscule (1950) après des réactions négatives en projection test.
Les projections test peuvent conduire à des changements peu de temps avant la sortie du film. Pour Troie de Wolfgang Petersen, une version de travail est projetée à un public-test avec une version non définitive de la musique composée par Gabriel Yared. La musique sera alors pointée du doigt par le panel. Les producteurs font alors appel à un compositeur américain, James Horner, qui compose en deux semaines des compositions plus proches des standards hollywoodiens. Certains critiques écriront plus tard qu'ils trouvaient que les compositions initiales de Gabriel Yared étaient pourtant bien meilleures que celles de James Horner,,. Ironiquement, les compositions de James Horner pour Roméo et Juliette (2013) de Carlo Carlei seront remplacées par celles de Abel Korzeniowski après plusieurs projections test. Par ailleurs, une nouvelle fin de La Mort dans la peau (2004) est tournée seulement deux semaines avant la sortie en salles. Le réalisateur Paul Greengrass et Matt Damon avaient fait part d'une nouvelle idée aux producteurs. Même si le tournage de scènes supplémentaires coûte alors 200 000 $, il permet au film de « gagner » 10 points supplémentaires lors des projections test avec la nouvelle fin.

### Le tournage additionnel
Les projections test conduisent régulièrement à un tournage additionnel (en anglais reshoots) c'est-à-dire que le tournage de nouvelles scènes est organisé pour remodeler le film en fonction des défauts constatés. Cela peut donc considérablement repousser la date de sortie initiale. Par exemple, le tournage de Chaos Walking de Doug Liman débute en août 2017 et s'achève le 8 novembre 2017. Mais en avril 2018, il est annoncé que des tournages additionnels vont avoir lieu dans le courant de l'année ou en 2019, à la suite de projections test négatives. La sortie du film est alors décalée à 2020, trois ans après le début du tournage. Le cas du film Les Nouveaux Mutants est assez similaire. Le film est profondément retourné pour le rendre plus effrayant. La sortie est ainsi décalée de deux ans.
Le tournage additionnel peut conduire à une modification profonde d'un film. Ainsi, Invasion (2007) d'Oliver Hirschbiegel est remanié après des tests non concluants. Le scénario est même réécrit par Lana et Lilly Wachowski et de nouvelles scènes sont tournées sous la direction d'un autre réalisateur, James McTeigue.
Le terme de reshoot est parfois décrié par certains professionnels du cinéma. Kevin Feige, président de Marvel Studios, contredit un journaliste à propos de tournage additionnel pour Thor : Le Monde des ténèbres (2013) : « ce n’était pas des reshoots, on n’a pas retourné des scènes ratées. C‘était du tournage supplémentaire (additional photography). Tous les films Marvel ont de l’additional photography. Ce n’est pas exceptionnel. C’est même le meilleur moment : une fois le tournage principal (principal photography) terminé, on regarde une première version du film et on note les petites choses qu’on doit rajouter çà et là pour qu’il fonctionne ».